# 45e cérémonie des British Academy Film Awards
Pour la cérémonie des BAFTAs récompensant la télévision, voir la 39e cérémonie des British Academy Television Awards.
La 45e cérémonie des British Academy Film Awards, organisée par la British Academy of Film and Television Arts, s'est déroulée en 1992 et a récompensé les films sortis en 1991.

## Palmarès

### Meilleur film
- Les Commitments (The Commitments)
  - Le Silence des agneaux (The Silence of the Lambs)
  - Danse avec les loups (Dances with Wolves)
  - Thelma et Louise (Thelma and Louise)

### Meilleur réalisateur
David Lean Award.
- Alan Parker pour Les Commitments (The Commitments)
  - Jonathan Demme pour Le Silence des agneaux (The Silence of the Lambs)
  - Ridley Scott pour Thelma et Louise (Thelma and Louise)
  - Kevin Costner pour Danse avec les loups (Dances with Wolves)

### Meilleur acteur
- Anthony Hopkins pour le rôle d'Hannibal Lecter dans Le Silence des agneaux (The Silence of the Lambs)
  - Gérard Depardieu pour le rôle de Cyrano de Bergerac dans Cyrano de Bergerac
  - Alan Rickman pour le rôle de Jamie dans Truly Madly Deeply
  - Kevin Costner pour le rôle de John Dunbar dans Danse avec les loups (Dances with Wolves)

### Meilleure actrice
- Jodie Foster pour le rôle de Clarice Starling dans Le Silence des agneaux (The Silence of the Lambs)
  - Geena Davis pour le rôle de Thelma Dickinson dans Thelma et Louise (Thelma and Louise)
  - Juliet Stevenson pour le rôle de Nina dans Truly Madly Deeply
  - Susan Sarandon pour le rôle de Louise Sawyer dans Thelma et Louise (Thelma and Louise)

### Meilleur acteur dans un second rôle
- Alan Rickman pour le rôle du Shérif de Nottingham dans Robin des Bois, prince des voleurs (Robin Hood: Prince of Thieves)
  - Andrew Strong pour le rôle de Deco Cuffe dans Les Commitments (The Commitments)
  - Alan Bates pour le rôle de Claudius dans Hamlet
  - Derek Jacobi pour le rôle de Franklyn Madson dans Dead Again

### Meilleure actrice dans un second rôle
- Kate Nelligan pour le rôle de Cora dans Frankie et Johnny (Frankie and Johnny)
  - Annette Bening pour le rôle de Myra Langtry dans Les Arnaqueurs (The Grifters)
  - Julie Walters pour le rôle de Vera dans Stepping Out
  - Amanda Plummer pour le rôle de Lydia dans Le Roi Pêcheur (The Fisher King)

### Meilleur scénario original
- Truly Madly Deeply – Anthony Minghella
  - Le Roi Pêcheur (The Fisher King) – Richard LaGravenese
  - Green Card – Peter Weir
  - Thelma et Louise (Thelma and Louise) – Callie Khouri

### Meilleur scénario adapté
- Les Commitments (The Commitments) – Dick Clement, Ian La Frenais (en) et Roddy Doyle
  - Le Silence des agneaux (The Silence of the Lambs) – Ted Tally
  - Cyrano de Bergerac – Jean-Paul Rappeneau et Jean-Claude Carriere
  - Danse avec les loups (Dances with Wolves) – Michael Blake

### Meilleure direction artistique
- Edward aux mains d'argent (Edward Scissorhands) – Bo Welch
  - Cyrano de Bergerac – Ezio Frigerio
  - La Famille Addams (The Addams Family) – Richard Macdonald
  - Terminator 2 : Le Jugement dernier (Terminator 2: Judgment Day)  – Joseph Nemec III (en)

### Meilleurs costumes
- Cyrano de Bergerac
  - Valmont
  - Robin des Bois, prince des voleurs (Robin Hood: Prince of Thieves)
  - Edward aux mains d'argent (Edward Scissorhands)

### Meilleurs maquillages et coiffures
- Cyrano de Bergerac
  - Danse avec les loups (Dances with Wolves)
  - Edward aux mains d'argent (Edward Scissorhands)
  - La Famille Addams (The Addams Family)

### Meilleure photographie
- Cyrano de Bergerac – Pierre Lhomme
  - Le Silence des agneaux (The Silence of the Lambs) – Tak Fujimoto
  - Thelma et Louise (Thelma and Louise) – Adrian Biddle
  - Danse avec les loups (Dances with Wolves) – Dean Semler

### Meilleur montage
- Les Commitments (The Commitments) – Gerry Hambling
  - Danse avec les loups (Dances with Wolves) – Neil Travis
  - Thelma et Louise (Thelma and Louise) – Thom Noble
  - Le Silence des agneaux (The Silence of the Lambs) – Craig McKay

### Meilleurs effets visuels
- Terminator 2 : Le Jugement dernier (Terminator 2: Judgment Day)
  - Prospero's Books
  - Backdraft
  - Edward aux mains d'argent (Edward Scissorhands)

### Meilleure musique de film
- Cyrano de Bergerac – Jean-Claude Petit
  - Le Silence des agneaux (The Silence of the Lambs) – Howard Shore
  - Thelma et Louise (Thelma and Louise) – Hans Zimmer
  - Danse avec les loups (Dances with Wolves) – John Barry

### Meilleur son
- Terminator 2 : Le Jugement dernier (Terminator 2: Judgment Day)
  - Danse avec les loups (Dances with Wolves)
  - Le Silence des agneaux (The Silence of the Lambs)
  - Les Commitments (The Commitments)

### Meilleur film en langue étrangère
- Das schreckliche Mädchen •  Allemagne de l'Ouest
  - Le Mari de la coiffeuse •  France
  - Cyrano de Bergerac •  France
  - Toto le héros •  Belgique/ France/ Allemagne de l'Ouest

### Meilleur court-métrage
- Harmfulness of Tobacco – Barry Palin et Nick Hamm
  - Breath of Life – Navin Thapar
  - Trauma – Gerhard Johannes Rekel
  - Man Descending – Neil Grieve et Ray Lorenz

### Meilleure contribution au cinéma britannique
Michael Balcon Award.
- Derek Jarman

### Fellowship Award
Prix d'honneur de la BAFTA, récompense la réussite dans les différentes formes du cinéma.
- John Gielgud
- David Plowright

## Récompenses et nominations multiples

### Nominations multiples
Films
 9  : Le Silence des agneaux, Danse avec les loups
 8  : Thelma et Louise, Cyrano de Bergerac
 6  : Les Commitments
 4  : Edward aux mains d'argent
 3  : Truly Madly Deeply, Terminator 2 : Le Jugement dernier
 2  : Robin des Bois, prince des voleurs, La Famille Addams, Le Roi Pêcheur
Personnalités
 2  : Alan Rickman, Kevin Costner

### Récompenses multiples
Légende : Nombre de récompenses/Nombre de nominations
Films
 4 / 6  : Les Commitments
 4 / 8  : Cyrano de Bergerac
 2 / 3  : Terminator 2 : Le Jugement dernier
 2 / 9  : Le Silence des agneaux

### Les grands perdants
0 / 9  : Danse avec les loups
 0 / 8  : Thelma et Louise